# Beinhaus (Cléden-Poher)

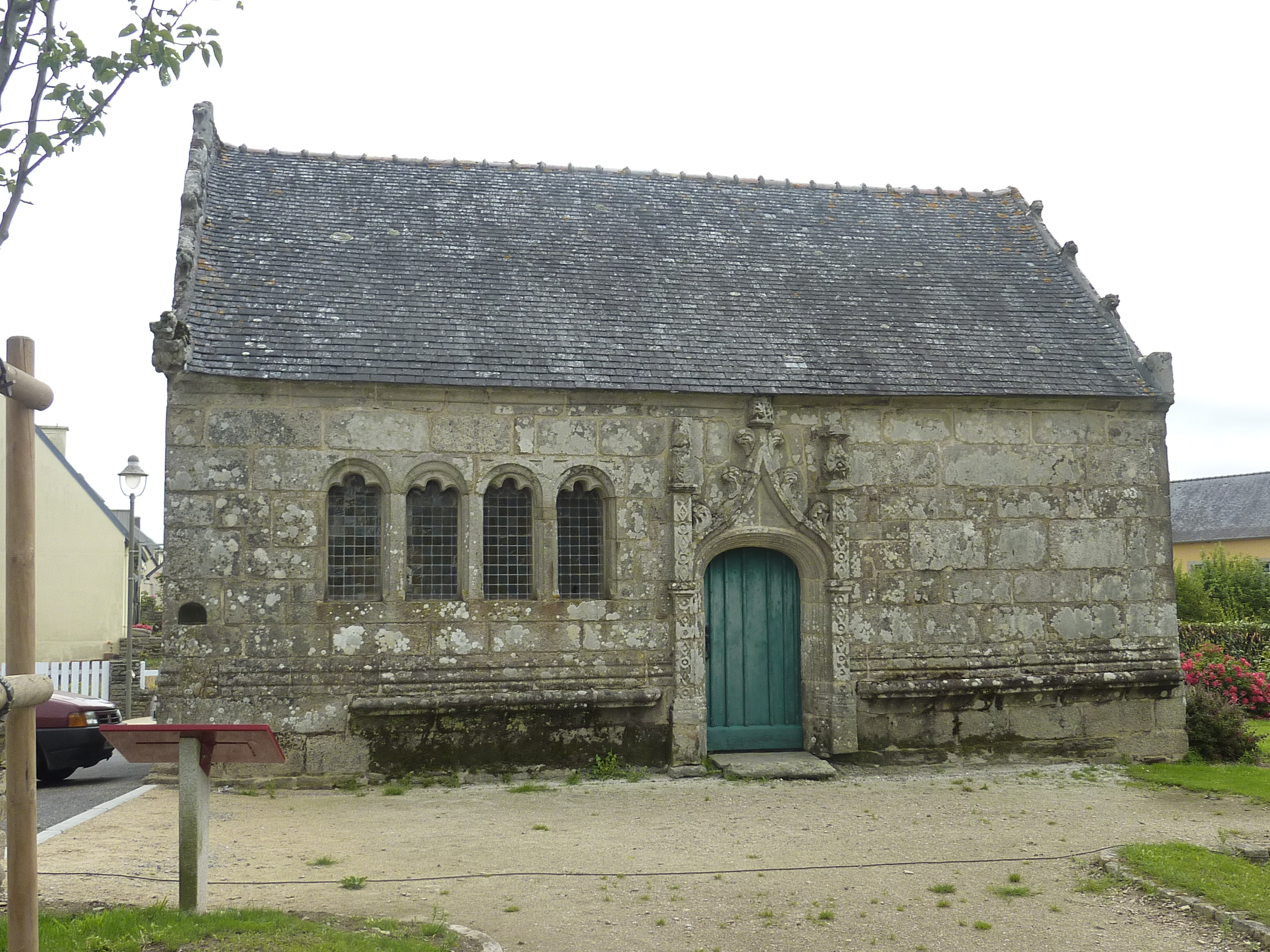
Beinhaus in Cléden-Poher

Das Beinhaus in Cléden-Poher, einer französischen Gemeinde im Département Finistère in der Region Bretagne, wurde im 16. Jahrhundert errichtet. Im Jahr 1983 wurde das Beinhaus an der Place de l’Eglise als Teil des Umfriedeten Pfarrbezirks als Monument historique in die Liste der Baudenkmäler in Frankreich aufgenommen.
Das Gebäude im Stil der Renaissance aus heimischem Granit besitzt an der Westseite ein schmuckvoll gerahmtes Rundbogenportal und vier gekuppelte Rundbogenfenster. Das Satteldach ist mit rechteckigen Steinplatten gedeckt.
Die Giebel sind mit Figuren geschmückt, die den Tod symbolisieren.